# RCI Banque
RCI Banque — французский банк, дочерняя структура компании Renault. Банк возглавляет финансовую группу Mobilize Financial Services, которая осуществляет кредитование покупки автомобилей под брендами, принадлежащими компаниям Renault, Nissan и Mitsubishi Motors. Штаб-квартира расположена во II округе Парижа.

## История
Банк был основан в 1974 году под названием Société Financière de Renault (Sofiren, «Финансовое общество Рено»), в 1980 году был переименован в Renault Crédit International (RCI). В 1990 году он был объединён с финансовой компанией Diac S.A. (Diffusion Industrielle et Automobile par le Crédit), основанной Луи Рено в 1924 году.
В 1999 году был создан альянс Renault-Nissan, после чего Renault Crédit International приобрёл финансовые филиалы Nissan в 5 странах Европы (Германии, Великобритании, Испании, Италии и Нидерландах). В 2001 году название банка было изменено на RCI Banque.

## Деятельность
Группа Mobilize Financial Services осуществляет кредитование покупки автомобилей под брендами Renault, Dacia, Alpine, Mobilize, Nissan, Infiniti, Datsun, Mitsubishi. Работает как напрямую с клиентами, так и через сети дилеров. Также предоставляет страховые услуги, принимает депозиты, выпускает банковские карты, выдаёт потребительские кредиты. В 2024 году продажи Renault Group, Nissan и Mitsubishi составили в сумме 2,25 млн автомобилей, из них 1,28 млн с финансированием от Mobilize Financial Services.
Активы группы по состоянию на конец 2024 года составили 75 млрд евро, из них 61 млрд евро пришлось на автокредиты; распределение автокредитов по странам: Франция — 20 млрд евро, Германия — 10,4 млрд евро, Италия — 8 млрд евро, Великобритания — 7,1 млрд евро, Испания — 5 млрд евро, другие страны Европы — 6,4 млрд евро, Бразилия — 1,8 млрд евро, Колумбия — 699 млн евро, Аргентина — 228 млн евро, страны Африки и Ближнего Востока — 645 млн евро, Республика Корея — 618 млн евро.